# Stenele
Stenele is een geslacht van vlinders van de familie spanners (Geometridae), uit de onderfamilie Ennominae.

## Soorten
- S. aletis Felder & Felder, 1862
- S. obsoleta Warren, 1894
- S. repanda Walker, 1854
- S. ruberrima Warren, 1900
- S. solimara Thierry-Mieg, 1892
- S. translata Walker, 1854
- S. tricolorata Warren, 1895